# Seznam dílů seriálu Studio 60
Toto je seznam dílů seriálu Studio 60.

## Přehled řad
| Řada | Díly | Premiéra v USA | Premiéra v USA  | Premiéra v ČR  | Premiéra v ČR |
| Řada | Díly | První díl      | Poslední díl    | První díl      | Poslední díl  |
| ---- | ---- | -------------- | --------------- | -------------- | ------------- |
| 1    | 22   | 18. září 2006  | 28. června 2007 | 1. května 2007 | 25. září 2007 |

## Seznam dílů

### První řada (2006–2007)
| Č. v seriálu | Původní název                | Český název | Režie                                  | Scénář                                                               | Premiéra v USA     | Premiéra v ČR     |
| ------------ | ---------------------------- | ----------- | -------------------------------------- | -------------------------------------------------------------------- | ------------------ | ----------------- |
| 1            | Pilot                        |             | Thomas Schlamme                        | Aaron Sorkin                                                         | 18. září 2006      | 1. května 2007    |
| 2            | The Cold Open                |             | Thomas Schlamme                        | Aaron Sorkin                                                         | 25. září 2006      | 8. května 2007    |
| 3            | The Focus Group              |             | Christopher Misiano                    | Aaron Sorkin                                                         | 2. října 2006      | 15. května 2007   |
| 4            | The West Coast Delay         |             | Timothy Busfield                       | Mark Goffman a Aaron Sorkin                                          | 9. října 2006      | 22. května 2007   |
| 5            | The Long Lead Story          |             | David Petrarca                         | námět: Dana Calvo scénář: Aaron Sorkin                               | 16. října 2006     | 29. května 2007   |
| 6            | The Wrap Party               |             | David Semel                            | námět: Melissa Myers a Amy Turner scénář: Aaron Sorkin               | 23. října 2006     | 5. června 2007    |
| 7            | Nevada Day, Part 1           |             | Lesli Linka Glatter a Timothy Busfield | námět: Mark McKinney scénář: Aaron Sorkin                            | 6. listopadu 2006  | 12. června 2007   |
| 8            | Nevada Day, Part 2           |             | Timothy Busfield                       | námět: David Handelman a Cinque Henderson scénář: Aaron Sorkin       | 13. listopadu 2006 | 19. června 2007   |
| 9            | The Option Period            |             | John Fortenberry                       | námět: Christina Kiang Booth a Mark Goffman scénář: Aaron Sorkin     | 20. listopadu 2006 | 26. června 2007   |
| 10           | B-12                         |             | Bryan Gordon                           | Eli Attie a Aaron Sorkin                                             | 27. listopadu 2006 | 3. července 2007  |
| 11           | The Christmas Show           |             | Dan Attias                             | námět: Christina Kiang Booth a Cinque Henderson scénář: Aaron Sorkin | 4. prosince 2006   | 10. července 2007 |
| 12           | Monday                       |             | Lawrence Trilling                      | námět: Dana Calvo a David Handelman scénář: Aaron Sorkin             | 22. ledna 2007     | 17. července 2007 |
| 13           | The Harriet Dinner, Part 1   |             | Timothy Busfield                       | námět: Eli Attie scénář: Aaron Sorkin                                | 29. ledna 2007     | 24. července 2007 |
| 14           | The Harriet Dinner, Part 2   |             | John Fortenberry                       | námět: Dana Calvo a Mark Goffman scénář: Aaron Sorkin                | 5. února 2007      | 31. července 2007 |
| 15           | The Friday Night Slaughter   |             | Thomas Schlamme                        | námět: Melissa Myers a Amy Turner scénář: Aaron Sorkin               | 12. února 2007     | 7. srpna 2007     |
| 16           | 4 A.M. Miracle               |             | Laura Innes                            | námět: Mark McKinney scénář: Aaron Sorkin                            | 19. února 2007     | 14. srpna 2007    |
| 17           | The Disaster Show            |             | Thomas Schlamme                        | námět: Chad Gomez Creasey a Dara Resnik Creasey scénář: Aaron Sorkin | 24. května 2007    | 21. srpna 2007    |
| 18           | Breaking News                |             | Andrew Bernstein                       | Aaron Sorkin                                                         | 31. května 2007    | 28. srpna 2007    |
| 19           | K&R, Part 1                  |             | Timothy Busfield                       | námět: Mark Goffman scénář: Aaron Sorkin                             | 7. června 2007     | 4. září 2007      |
| 20           | K&R, Part 2                  |             | Dave Chameides                         | námět: Jack Gutowitz a Ian Reichbach scénář: Aaron Sorkin            | 14. června 2007    | 11. září 2007     |
| 21           | K&R, Part 3                  |             | Timothy Busfield                       | Aaron Sorkin a Mark McKinney                                         | 21. června 2007    | 18. září 2007     |
| 22           | What Kind of Day Has It Been |             | Bradley Whitford                       | Aaron Sorkin                                                         | 28. června 2007    | 25. září 2007     |